# Kapsulotomie (Augenheilkunde)
Die Kapsulotomie (auch Nd:YAG-Laser-Kapsulotomie) ist eine Laser-Behandlungsmethode in der Augenheilkunde. Sie wird nach Katarakt-Operationen angewendet, falls an der Rückfläche einer implantierten Intraokularlinse (Kunstlinse) ein sogenannter Nachstar aufgetreten ist. Dieser entsteht durch Trübung der im Auge verbliebenen Linsenkapsel oder durch Ablagerung von Zellen (Regenerate) oder fibrotischem Material und führt i. d. R. zu einer Reduzierung der Sehschärfe. In den allermeisten Fällen wird eine Kapsulotomie mit Hilfe eines  Nd:YAG-Lasers durchgeführt, wobei der hintere Teil der Linsenkapsel mittels mehrerer Laser-Impulse mit dem Ziel eröffnet wird, eine ausreichende Sehlücke für eine bessere visuelle Funktion zu schaffen.

## Chirurgische Kapsulotomie
In seltenen Fällen, z. B. Kindern, bei einem rein regeneratorischen Nachstar oder bei Patienten, die nicht in der Lage sind, vor der Spaltlampe ruhig zu verharren, kann die Kapseldurchtrennung operativ durch Parazentesen mit einer Nadel erfolgen evtl. kombiniert mit einer Absaugung der Regenerate (bei Kindern) oder im Rahmen einer Vitrektomie.

## Risiken
Bei falscher Fokussierung des Lasers kann die Kunstlinse beschädigt werden, wodurch Vertiefungen in der Linse, so genannte Pits, entstehen. Diese machen sich für den Patienten in der Regel optisch nicht bemerkbar. Reste der Kapsel im Glaskörperraum können in einigen Fällen zu subjektiv störenden Trübungen führen, wenn sie sich durch die Gesichtslinie bewegen. Hornhautschäden und zystoide Makulaödeme stellen weitere bekannte, wenn auch seltene, Risiken dar.
In seltenen Fällen kann es durch die Nachstarlaserung zu einer Netzhautablösung (Ablatio retinae) kommen. Auch sind vorübergehende Erhöhungen des Augeninnendrucks beschrieben. Daher sind in der Folge regelmäßige augenärztliche Kontrollen empfohlen.